# Victor-Justin Detroye
Justin, Victor Detroye, né le 25 décembre 1859 à Fouchécourt (Vosges) et mort le 16 juin 1941 à Digoin (Saône-et-Loire), est un vétérinaire français, auteur d'ouvrages de référence en pathologie vétérinaire et hygiène alimentaire.

## Biographie
Justin, Victor Detroye obtient en 1882 son diplôme de l'École vétérinaire de Lyon, dont il sort lauréat. Sur concours, il est nommé directeur des abattoirs de Limoges, poste qu'il occupe de 1889 à 1915. À partir de 1915[réf. nécessaire], il devient médecin vétérinaire de la ville de Limoges,,.
Tout au long de sa carrière, Detroye se spécialise dans les questions d'inspection des viandes, de pathologie vétérinaire et d'hygiène alimentaire,. Ses recherches portent notamment sur l'exploration de l'abdomen chez le bœuf, l'hématurie essentielle du bœuf, la désinfection des matières organiques animales, et les dangers des poussières industrielles dans les fabriques de porcelaine à Limoges.
Ses travaux sont reconnus et récompensés par diverses sociétés savantes, telles que la société centrale de médecine vétérinaire, plusieurs sociétés d'agriculture, l'Académie de médecine et l'Académie des sciences. Il est également membre correspondant de l'Académie vétérinaire de France.
Justin Victor Detroye a été décoré des titres d'officier du Mérite agricole et d'officier d'Académie.
Il meurt le 16 juin 1941 à l'âge de 81 ans.

## Publications
- [1892] L'exploration de l'abdomen du bœuf, 312 p. (BNF 30337246).
- [1896] Les poussières des fabriques de porcelaine (récompensé par l'Académie des Sciences et par l'Académie de Médecine), 75 p. (lire en ligne [sur gallica]).
- [1901] Nouvelles recherches sur la nature et la pathogénie de l'hématurie essentielle du bœuf, 76 p. (BNF 30337247).
- [1905] Cancers et tumeurs chez les animaux : observations & expériences, 67 p. (lire en ligne [sur gallica]).

## Distinctions

### Médecine vétérinaire
- Lauréat de l'École vétérinaire de Lyon[3] (1882)
- Lauréat et membre correspondant de la Société Centrale de médecine vétérinaire[3],[4]
- Correspondant de la Société de médecine vétérinaire pratique[3]
- Membre correspondant de l'Académie vétérinaire de France[2]

### Médecine et pharmacie
- Membre de la Société de médecine et de pharmacie de la Haute-Vienne[3]
- Mentions honorables à l'Académie des Sciences et à l'Académie de Médecine[4]
- Ex-Président et Membre de la Société de Médecine et de Pharmacie de la Haute-Vienne[4]
- Mention honorable de la part du comité d'attribution du Prix Barbier 1906

### Agriculture
- Officier du Mérite agricole
- Lauréat et Membre de la Société des Agriculteurs de France[4]

### Industrie
- Lauréat et Membre honoraire de l'Association des Industriels de France[3]
- Lauréat (prix unique) de l'Association des Industriels de France contre les accidents du travail[4]
- Lauréat de la Société d'Encouragement pour l'Industrie nationale[3],[4]